# アルフォンソ・ブランコ (ボクサー)
アルフォンソ・ブランコ・パーラ（Alfonso Blanco Parra、1986年2月2日 - ）は、ベネズエラの男性プロボクサー。カラカス出身。カリフォルニア州オックスナード在住。元WBA世界ミドル級暫定王者。

## 来歴
2010年9月17日、ロサンゼルスでデビュー戦を行い、4回3-0（3者とも40-36）の判定勝ちを収めデビュー戦を白星で飾った。
2015年6月17日、ラ・グアイラのポリデポルティーボ・ホセ・マリア・バルガスでアルバロ・ロブレスとWBAフェデカリブスーパーウェルター級並びにWBCインターナショナルスーパーウェルター級シルバー王座決定戦を行い、12回3-0（119-109、117-111、118-110）の判定勝ちを収めWBAフェデカリブ王座獲得、WBCインターナショナルシルバー王座獲得に成功した。
2015年10月10日、カラカスのポリエドロ・デ・カラカスでWBA世界ミドル級15位のセルゲイ・コミットスキーとWBA世界ミドル級暫定王座決定戦を行い、12回3-0（2者が119-109、118-112）の判定勝ちを収め同月24日のクリス・ユーバンク・ジュニア対トニー・ジーターの試合後に空位となる暫定王座の獲得に成功した。空位になる王座は同月25日に認定される。
2015年10月25日、同月9日のWBAとユーバンク陣営の合意に基づき、同月24日にユーバンク・ジュニアがジーターに勝利して返上した暫定王座に認定された。
2015年11月10日、WBAはブランコを暫定王者としてWBA世界ミドル級1位にランクインした。
2016年12月17日、サン＝ドニで元WBA世界ミドル級暫定王者で元WBO世界ミドル級王者でWBA世界ミドル級6位のハッサン・ヌダム・ヌジカムと対戦し、プロ初黒星と共にミドル級世界戦最短KO記録となる初回22秒KO負けを喫し初防衛に失敗、王座から陥落した。
2017年1月8日、WBAはブランコをWBA世界ミドル級6位にランクインした。

## 戦績
- プロボクシング：13戦12勝（5KO）1敗

| 戦           | 日付           | 勝敗 | 時間    | 内容    | 対戦相手                   | 国籍           | 備考 |
| ------------ | -------------- | ---- | ------- | ------- | -------------------------- | -------------- | --- |
| 1            | 2010年5月8日   | 勝利 | 4R      | 判定3-0 | アルフォンソ・リベラ       | アメリカ合衆国 | プロデビュー戦                                                                                            |
| 2            | 2010年12月11日 | 勝利 | 3R 1:10 | TKO     | グスタボ・メディナ         | ベラルーシ     | |
| 3            | 2011年3月5日   | 勝利 | 1R      | KO      | パブロ・ルイス             | プエルトリコ   | |
| 4            | 2011年4月1日   | 勝利 | 4R      | 判定3-0 | リチャード・マルファボン   | アメリカ合衆国 | |
| 5            | 2011年4月28日  | 勝利 | 4R      | 判定3-0 | ファン・カルロス・ディアス | メキシコ       | |
| 6            | 2011年7月8日   | 勝利 | 6R      | 判定3-0 | クリーブランド・イーシュー | アメリカ合衆国 | |
| 7            | 2011年10月27日 | 勝利 | 6R      | 判定3-0 | レション・シムス           | アメリカ合衆国 | |
| 8            | 2012年3月7日   | 勝利 | 5R      | TKO     | エディー・コルドバ         | アメリカ合衆国 | |
| 9            | 2015年1月16日  | 勝利 | 8R      | 判定3-0 | エディソン・ガルシア       | ベネズエラ     | |
| 10           | 2015年3月7日   | 勝利 | 3R      | TKO     | エドウィン・モーラ         | ベネズエラ     | |
| 11           | 2015年6月17日  | 勝利 | 12R     | 判定3-0 | アルバロ・ロブレス         | メキシコ       | WBAフェデカリブスーパーウェルター級王座決定戦 WBCインターナショナルスーパーウェルター級シルバー王座決定戦 |
| 12           | 2015年10月10日 | 勝利 | 12R     | 判定3-0 | セルゲイ・コミットスキー   | ベラルーシ     | WBA世界ミドル級暫定王座決定戦                                                                             |
| 13           | 2016年12月17日 | 敗北 | 1R 0:22 | KO      | ハッサン・ヌダム・ヌジカム | フランス       | WBA王座陥落                                                                                               |
| テンプレート |                |      |         |         |                            |                | |

## 獲得タイトル
- WBAフェデカリブスーパーウェルター級王座
- WBCインターナショナルスーパーウェルター級シルバー王座
- WBA世界ミドル級暫定王座（防衛0）